# Yogho! Yogho! (computerspel)
Yogho! Yogho! is een computerspel dat werd ontwikkeld door Euphoria en Score Games. Het spel werd uitgebracht in 1995 voor de pc. Yogho! Yogho! werd gratis uitgebracht bij de Yogho! Yogho!-dranken van Campina. Het spel is een eenvoudige 2D-side-scrolling-platformgame met cartoonachtige graphics.
De speler bestuurt in het spel een jongen. In elk level moet de speler een of meer objecten vinden en deze ergens heen brengen. Als de jongen gewond raakt, kan de speler dit herstellen door een glas Yogho te drinken.